# Lilia (Verteidigungsanlage)
Lilia (Plural von Lilium) sind in Quincunx-Mustern angelegte Fallgrubenreihen, die die römische Armeen vor ihren Verteidigungsanlagen aushoben.

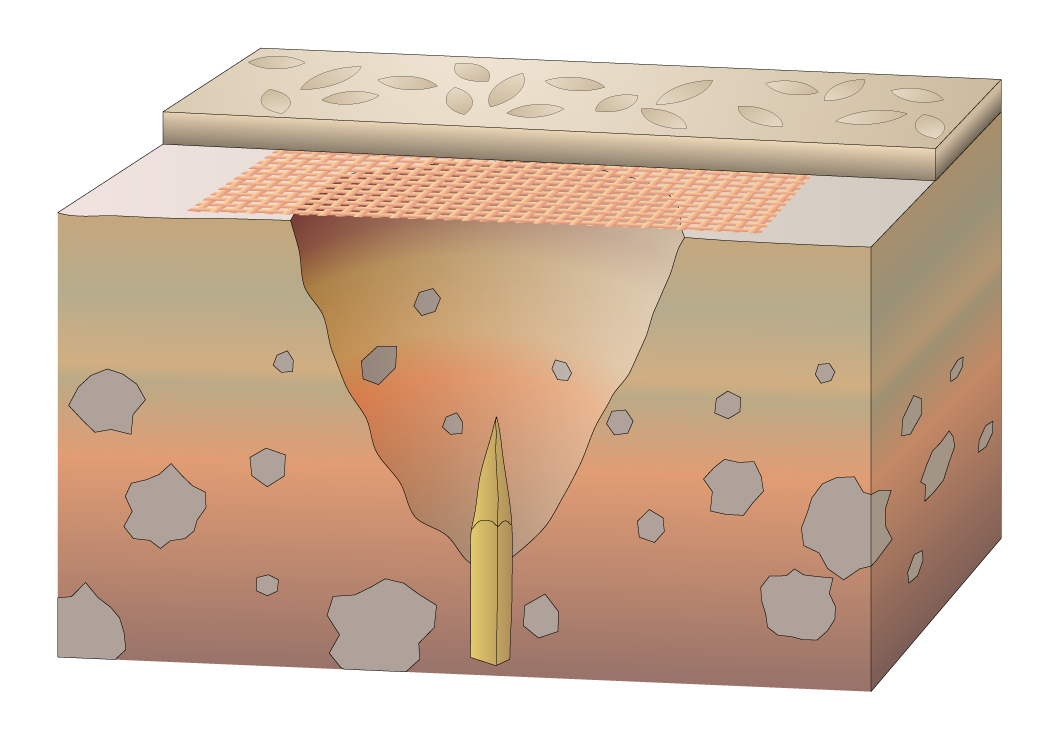
Schema

Die Art von Gruben, wie sie am Rough Castle des Antoninuswalls besonders gut erhalten sind, wurden von Caesar in De bello Gallico 7,73,8 beschrieben. Die Hindernisse bestanden aus in Quincunx-Mustern angelegten etwa 0,9 m tiefen Gruben mit spitzen Pfählen am Boden, die mit Reisig abgedeckt waren. Lilium wurden sie wegen der Ähnlichkeit mit der Blütenabfolge der gleichnamigen Blumenart genannt: Id ex similitudine floris lilium appellabant.